# Guerra russo-turca (1806-1812)
La guerra russo-turca (1806-1812) fu una delle molte guerre combattute fra l'Impero russo e l'Impero ottomano.

## Antefatto
La guerra scoppiò nel 1805–1806 sullo sfondo delle guerre napoleoniche. L'Impero ottomano, incoraggiato dalla sconfitta russa ad Austerlitz, depose gli ospodari dei suoi stati vassalli filo-russi di Moldavia (Alexandru Moruzi) e Valacchia (Constantine Ypsilanti). Simultaneamente, i suoi alleati francesi occuparono la Dalmazia e minacciarono di invadere i principati danubiani in qualsiasi momento. Al fine di salvaguardare il confine russo contro un possibile attacco francese, una forza di 40 000 russi avanzò in Moldavia e Valacchia, conquistando alcune fortezze ottomane tra cui quella di Bender. Il sultano reagì bloccando i Dardanelli alle navi russe e dichiarò guerra alla Russia.

## Prime ostilità
Inizialmente, lo zar era riluttante a concentrare forze di grandi dimensioni contro la Turchia, mentre i suoi rapporti con la Francia di Napoleone erano ancora incerti e la parte principale del suo esercito era occupato a combattere contro i francesi in Prussia. Una massiccia offensiva ottomana a Bucarest venne prontamente controllata a Obilesti da un contingente di 4 500 soldati comandati da Michail Miloradovič (2 giugno 1807). In Armenia, il forte contingente di 7 000 uomini comandato dal conte Gudovič sbaragliò la forza turca di 20 000 uomini ad Arpachai (18 giugno). Nel frattempo, la Marina militare russa comandata da Dmitrij Senjavin bloccò i Dardanelli e distrusse la flotta ottomana nelle battaglie dei Dardanelli e di Athos, stabilendo così la supremazia russa sul mare.

## Campagne del 1808–1810
A questo punto la guerra avrebbe potuto aver termine, se non fosse stato per la pace di Tilsit. Alessandro I di Russia, costretto da Napoleone a firmare un armistizio con i turchi, approfittò del tempo di pace per trasferire più soldati dalla Prussia alla Bessarabia. Dopo che l'esercito del sud fu aumentato a 80 000 unità e furono riprese le ostilità, il settantaseienne comandante in capo Aleksandr Prozorovskij fece pochi progressi in oltre un anno di conflitto. Nell'agosto del 1809 fu infine sostituito dal principe Bagration, che prontamente attraversò il Danubio e invase la Dobrugia. Bagration pose sotto assedio Silistra ma, sentendo che l'esercito turco, forte di 50 000 uomini, si avvicinava alla città, ritenne opportuno evacuare la Dobrugia e ritirarsi in Bessarabia.
Nel 1810, le ostilità vennero riprese da Nikolaj Kamenskij, che sconfisse le forze ottomane presso Silistra e cacciò i turchi dalla Dobrugia (22 maggio). La posizione di Silistra ora appariva senza speranza, e la guarnigione si arrese il 30 maggio. Dieci giorni dopo, Kamenskij pose l'assedio a un altro forte, Šumla. L'attacco alla cittadella fu respinto con grande spargimento di sangue nella battaglia di Ruse del 22 luglio. Quest'ultima fortezza non venne conquistata dai russi fino al 9 settembre, dopo che l'esercito di Kamenskij aveva sorpreso e messo in rotta un forte distaccamento turco a Batyn (26 agosto). Il giovane Kamenskij morì poco dopo e il nuovo comandante, Michail Kutuzov, secondo il suo carattere prudente, evacuò Silistra e lentamente iniziò a ritirarsi verso nord.

## Risultati
Il ritiro di Kutuzov indusse il comandante turco, Ahmet Paşa, a guidare i suoi 60 000 uomini contro l'esercito russo. La battaglia ebbe luogo il 22 giugno 1811 vicino a Ruse. Nonostante la sconfitta inflitta ai turchi, Kutuzov ordinò alle sue forze di attraversare il Danubio e tornare in Bessarabia. Diversi mesi dopo, un distaccamento separato tornò segretamente e sorprese Ahmet Paşa di notte, infliggendo forti perdite al suo esercito (2 ottobre). Più di 9 000 ottomani furono uccisi durante quella notte, che portò alla resa di Ahmet Paşa nei confronti di Kutuzov il 23 novembre.
Secondo il trattato di Bucarest, firmato da Kutuzov il 28 maggio, i turchi cedettero la Bessarabia alla Russia (anche se quella terra apparteneva al loro vassallo Moldavia, che avrebbero dovuto proteggere). Il trattato venne approvato da Alessandro I di Russia l'11 giugno, appena tredici giorni prima dell'invasione napoleonica della Russia.